# Tepuia
Tepuia  (лат.) — род цветковых растений семейства Вересковые.

## Ареал
Растения встречается в Южной Америке.

## Виды
Род включает в себя следующие виды:
- Tepuia cardonae A.C.Sm.
- Tepuia intermedia Steyerm.
- Tepuia multiglandulosa Steyerm. & Maguire
- Tepuia speciosa A.C.Sm.
- Tepuia tatei Camp
- Tepuia vareschii Steyerm.
- Tepuia venusta Camp